# Heinrich Campendonk
Heinrich Mathias Ernst Campendonk (3. listopadu 1889, Krefeld, Německo - 9. května 1959, Amsterdam, Nizozemsko) byl nizozemský malíř a grafik, narozený v Německu. Byl členem skupiny Der Blaue Reiter. V roce 1937 byla jeho díla spolu s mnoha dalšími vystavena na výstavě Entartete Kunst v Mnichově.

## Život a dílo
V letech 1905–1909 studoval na Uměleckoprůmyslové škole v Krefeldu. Přátelil se s Franzem Marcem, Augustem Mackem a Paulem Kleeem. S podporou Vasilije Kandinského a Franze Marca se stal členem mnichovské skupiny Modrý jezdec (německy Der blaue Reiter) a zúčastnil se obou výstav této skupiny v letech 1911 a 1912.
Poté, co sloužil v armádě v letech 1914–1916, žil v Seeshauptu. V letech 1919–1921 byl členem pracovní rady pro umění. V letech 1923–1926 žil v Porýní, kde vyučoval na Uměleckoprůmyslové škole v Essenu. V letech 1926–1933 byl profesorem na Akademii výtvarných umění v Düsseldorfu a zabýval se uměním barevného skla.
Poté, co se Hitler chopil moci, byl Campoendonk ze své pozice odstraněn. V roce 1934 emigroval do Belgie a o rok později byl jmenován profesorem na Akademii výtvarných umění v Amsterdamu. V roce 1937, v rámci boje proti takzvanému Zvrhlému umění, byly jeho práce z německých sbírek zabaveny. Později bylo na výstavě Entartete Kunst v Mnichově vystaveno šest jeho obrazů, které byly nacisty určeny k zachycení současných umělců představujících avantgardní trendy v umění.
Po válce se Campendonk do Německa nevrátil. Zůstal v Amsterdamu, kde zemřel v roce 1957 ve svých 67 letech.

## Tvorba
Campendonkovo dílo bylo ovlivněno kubismem, futurismem a expresionismem.
Ve Ville Merländer, v jeho rodném městě Krefeldu, byly zachovány dvě jeho nástěnné malby - Koty a Arlekin z roku 1925. Vytvořil je metodou al fresco na čerstvé, stále vlhké omítce. Majitel vily, Richard Merländer, maloval obrazy během Třetí říše. Práce Campendonky byly objeveny v roce 1991 a zpřístupněny veřejnosti v roce 1998.
V letech 1929-1930 vytvořil vitráž pro kostel Maria Grün v Hamburku-Blankenese.
V kostele Krista krále v Penzbergu jsou další dvě vitrážová okna umělce. Vitráž Vášeň byla vytvořena v roce 1937 v Amsterdamu, určená pro světovou výstavu v Paříži, kde získala ocenění Grand Prix. Okno z barevného skla proroka Izaiáše z roku 1954 bylo fragmentem většího díla původně určeného pro katedrálu v Kolíně nad Rýnem.
Okna z barevného skla Campendonka se nacházejí také ve westerworku katedrály v Essenu a v kryptě katedrály v Bonnu.

## Amsterdam

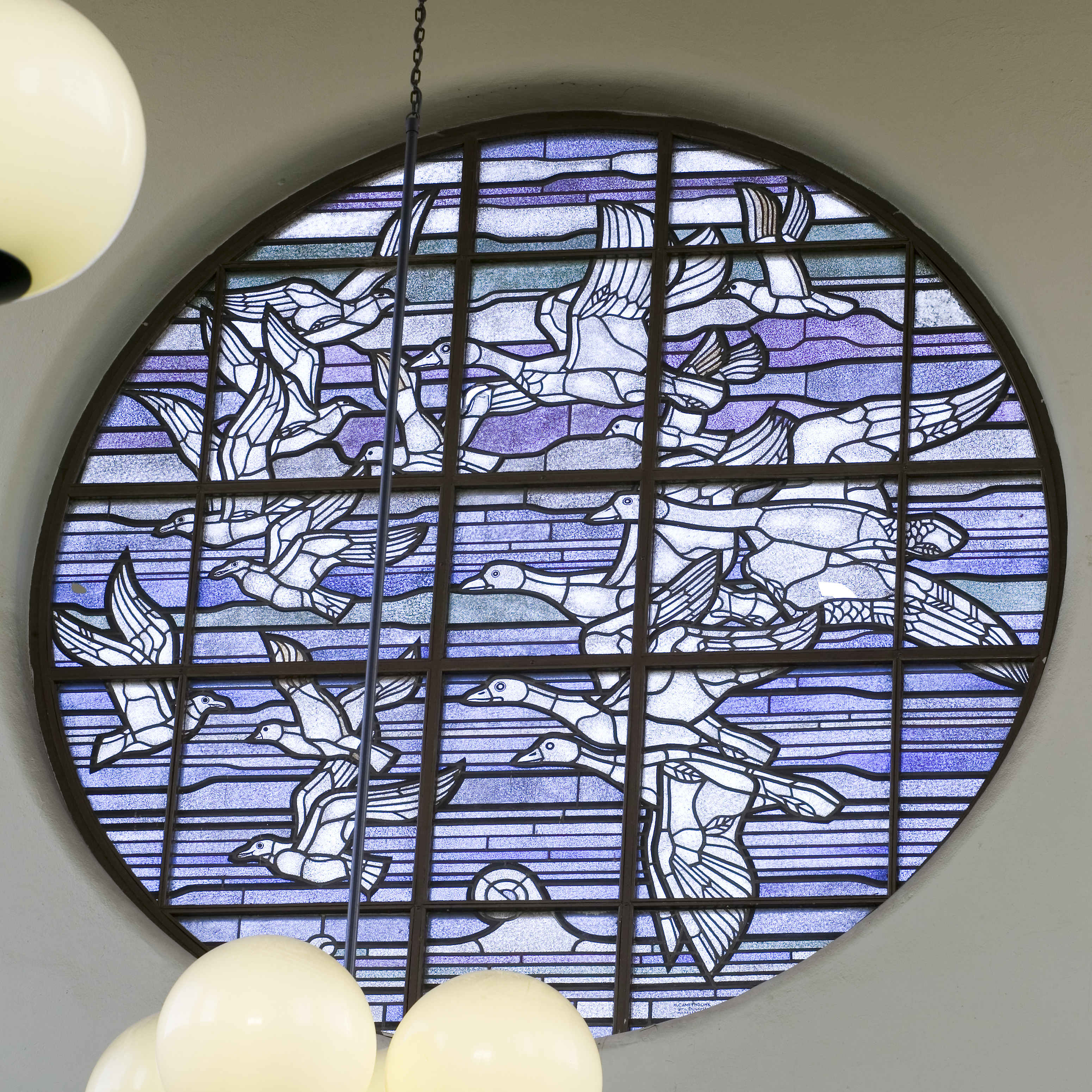
Amsterdam Muiderpoort
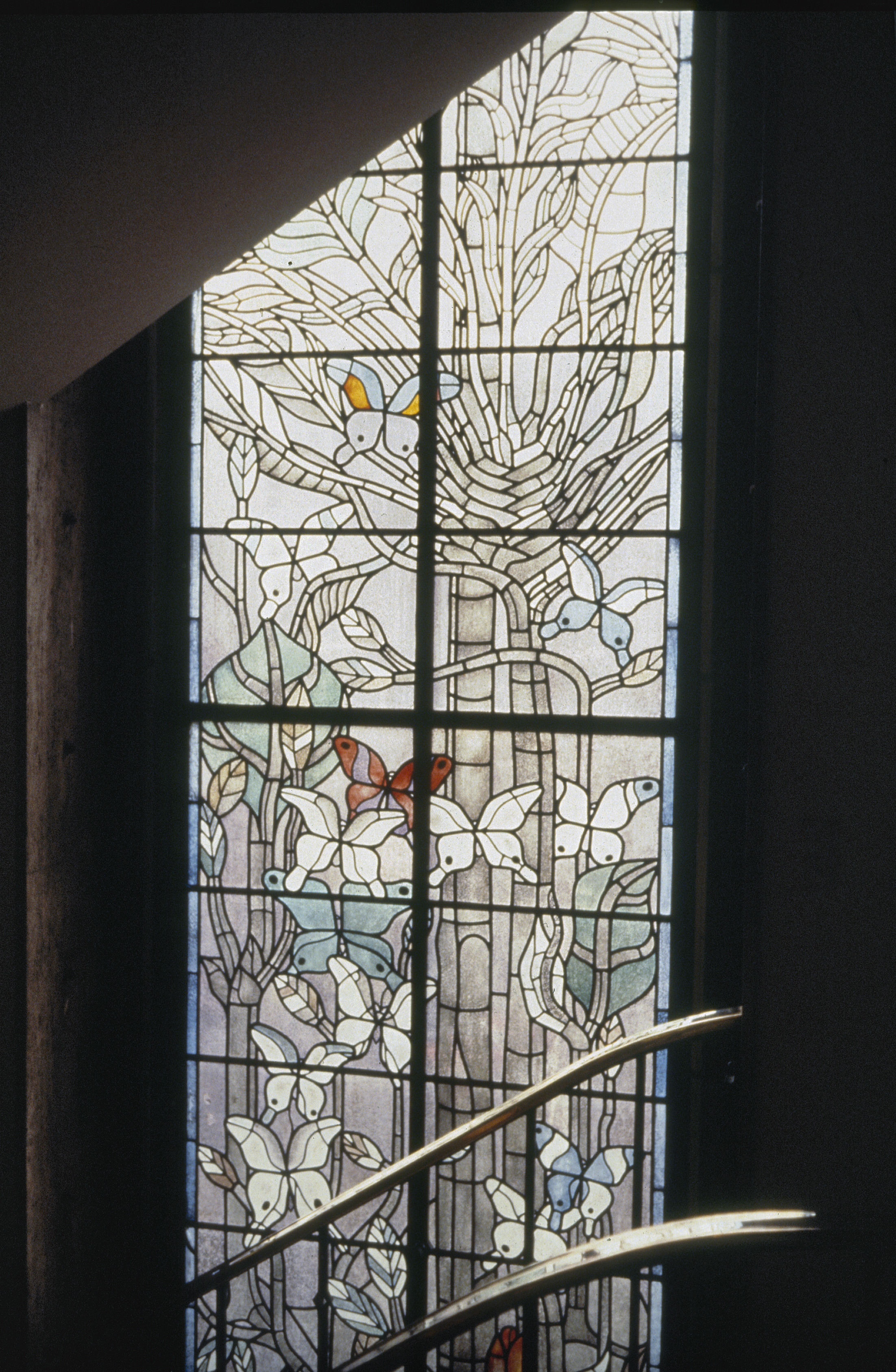
Keizersgracht 369
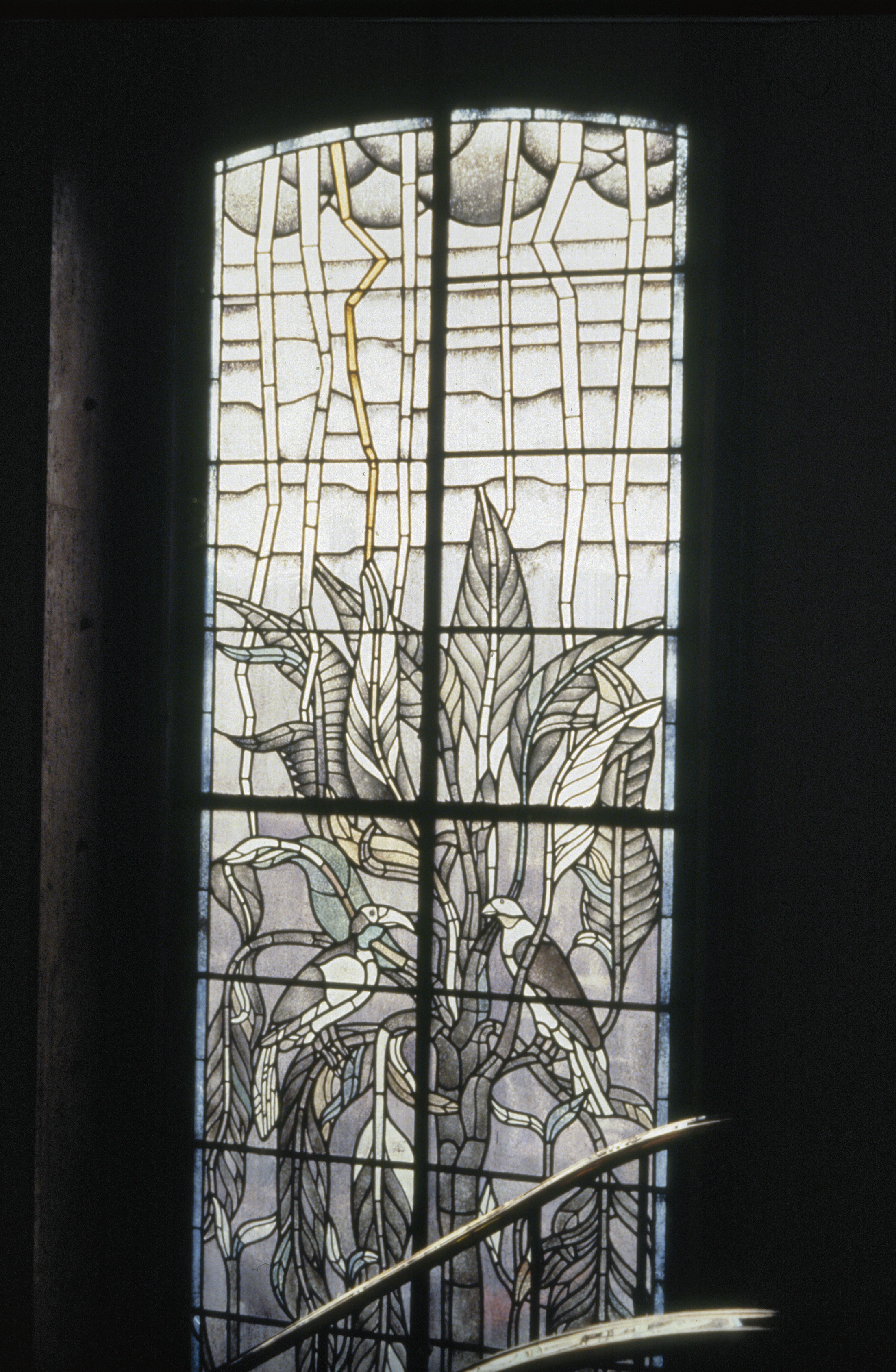
Keizersgracht 369
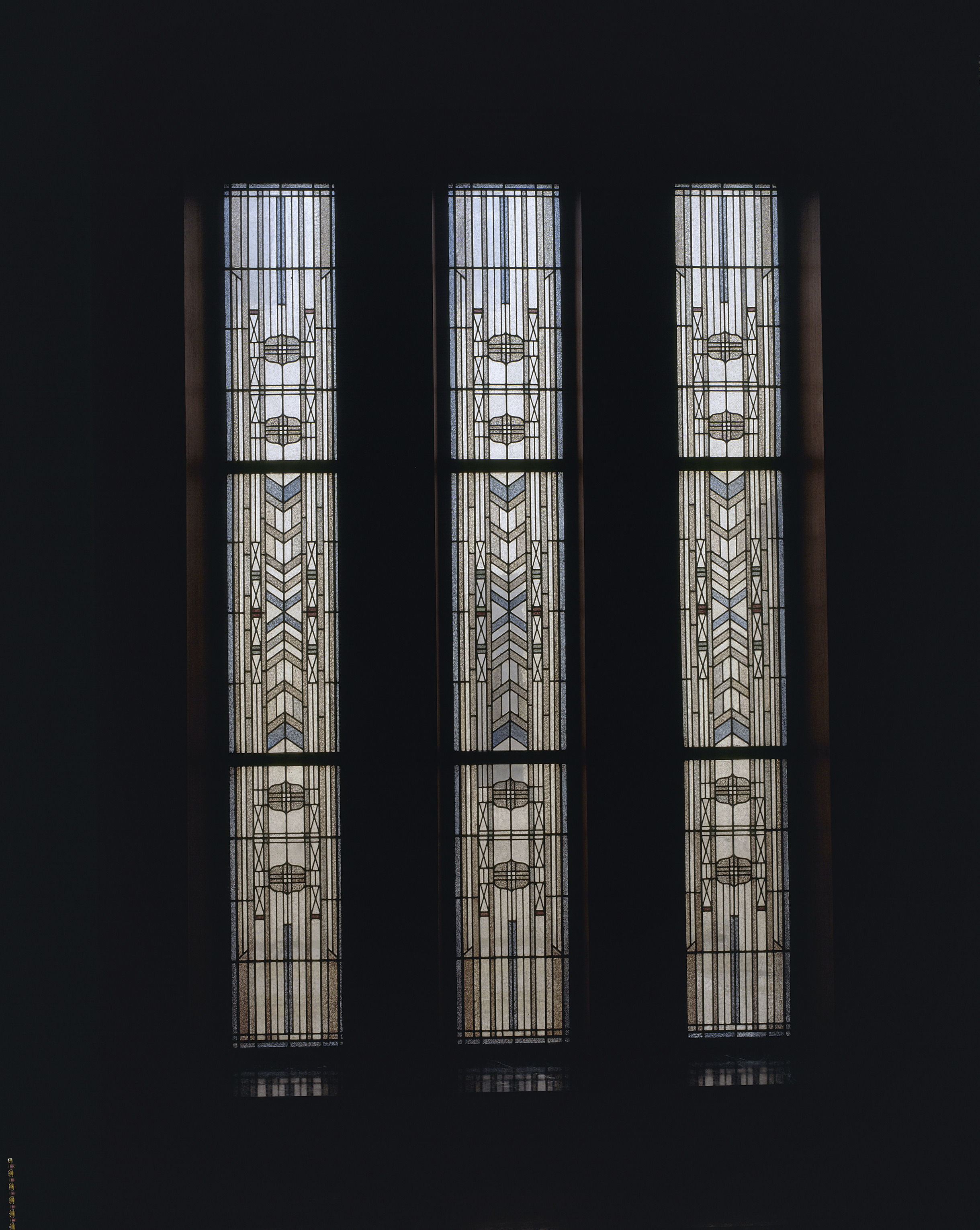
Keizersgracht 662
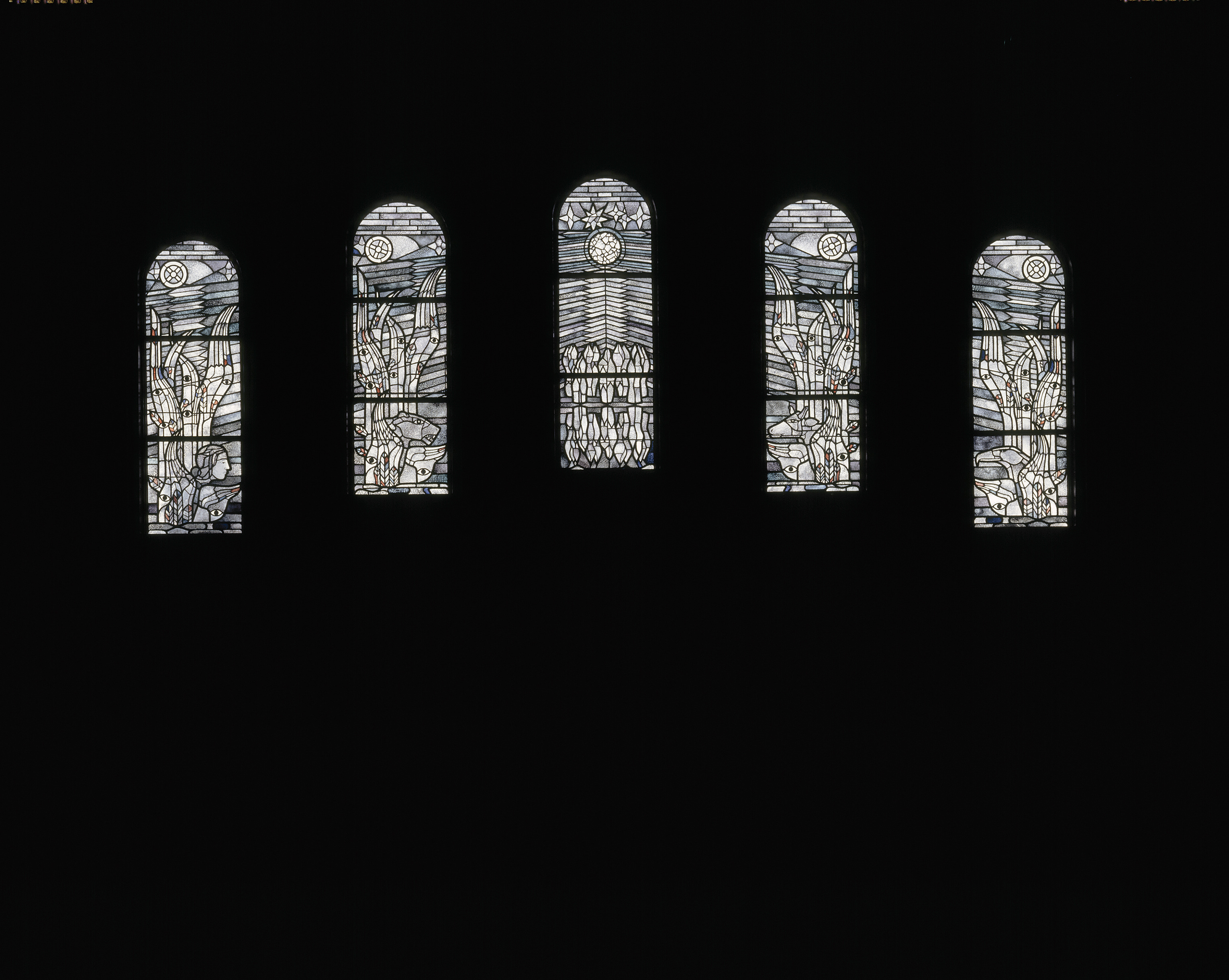
Richard Wagnerstraat 32